# Tigre (contre-torpilleur)
Pour les articles homonymes, voir Tigre (homonymie).
Le Tigre est un contre-torpilleur français de la classe Jaguar construit pour la Marine française au début des années 1920.
Il est mis sur cale aux Ateliers et chantiers de Bretagne (ACB) à Nantes le 18 septembre 1923, lancé le 2 août 1924 et armé pour essais le 10 juin 1925. Il est admis au service actif le 7 février 1926.

## Conception

### Caractéristiques générales
Comme tous les bâtiments français de l'époque, les unités de la classe Jaguar ont une coupe élégante avec une longue teugue, une étrave à guibre incliné et un large devers. L'arrière se termine par un cul en sifflet. Les superstructures limitées et ses trois cheminées légèrement inclinées donnent au navire une impression de vitesse, même à quai. La coque est construite selon le système longitudinal et divisée en douze tranches séparées par onze cloisons étanches.
Le Tigre à un déplacement standard de 2 400 tonnes (2 126 tonnes Washington) et à pleine charge de 3 050 tonnes (2 976 tonnes Washington). Sa longueur hors-tout est de 126,78 mètres, sa largeur au maître-bau de 11,40 mètres et son tirant d'eau arrière est de 4,10 mètres. Il était propulsé par deux groupes de turbines à engrenages « Rateau-Bretagne », alimentées en vapeur par cinq chaudières à retour de flamme type « Du Temple » construites par les Forges et Chantiers de la Gironde, timbrées à (18 kg/cm2 216°), développant 50 000 ch et entraînant deux hélices. Sa vitesse maximale est de 35 nœuds, il atteindra cependant 36,7 nœuds lors de l'essai de « 9e heure » à feux poussées, le 3 octobre 1925. Sa distance franchissable est de 3 000 nautiques à 13 nœuds, 1 000 nautiques à 28 nœuds et 600 nautiques à 34 nœuds (capacité en mazout de 522 tonnes). Les contre-torpilleurs classe Jaguar se révèlent être des navires stables et marins mais l'instabilité latérale est importante, les rendant sensible à la gîte et au roulis. Quant aux qualités évolutives, elles sont médiocres avec un rayon de giration de 525 mètres à 20 nœuds.
Le Tigre reçoit en mars 1944 un radar de navigation américain SL (portée environ 15 nautiques) puis fin 1944-début 1945, un radar de veille aérienne SA (portée : environ 40 nautiques). Un asdic 128 est monté en novembre 1939 et remplacé par un sonar 128 C début 1944.
Son équipage se compose de 12 officiers, 22 officiers mariniers et 165 quartiers maîtres et matelots en temps de paix et de 12 officiers et 25 officiers mariniers 184 quartiers maîtres et matelots en temps de guerre.

### Armement
Son armement principal se compose de 5 canons de 130 mm modèle 1919 en affûts simples sous masque (deux à l'avant superposés, un au milieu derrière la 3e cheminée et deux à l'arrière superposés). Ce canon de 40 calibres tire des obus en acier à fausse ogive de 32 kg à 18 500 mètres à +36° à raison de 4 à 6 coups par minute. L'affût simple pèse 12,75 tonnes avec masque et permet aux canons de pointer en site de -10° à +36° et en azimut sur 150° de chaque côté. La dotation en munitions est de 1 000 obus pour les Jaguar (soit 200 obus par canon) plus 60 obus éclairants pour les affûts II et IV. Équipé d'une culasse à vis, le matériel se révèle inférieur aux canons à culasse à coins copiés sur les allemands mais à la différence des canons ultérieurs, il se révèle robuste et simple d'utilisation. La conduite de tir est assurée par un télémètre à coïncidence de 3 mètres, remplacé par un télémètre stéréoscopique de 3 mètres en 1931, et de 5 mètres en 1937. En novembre 1939, la pièce III du Tigre a été débarquée.

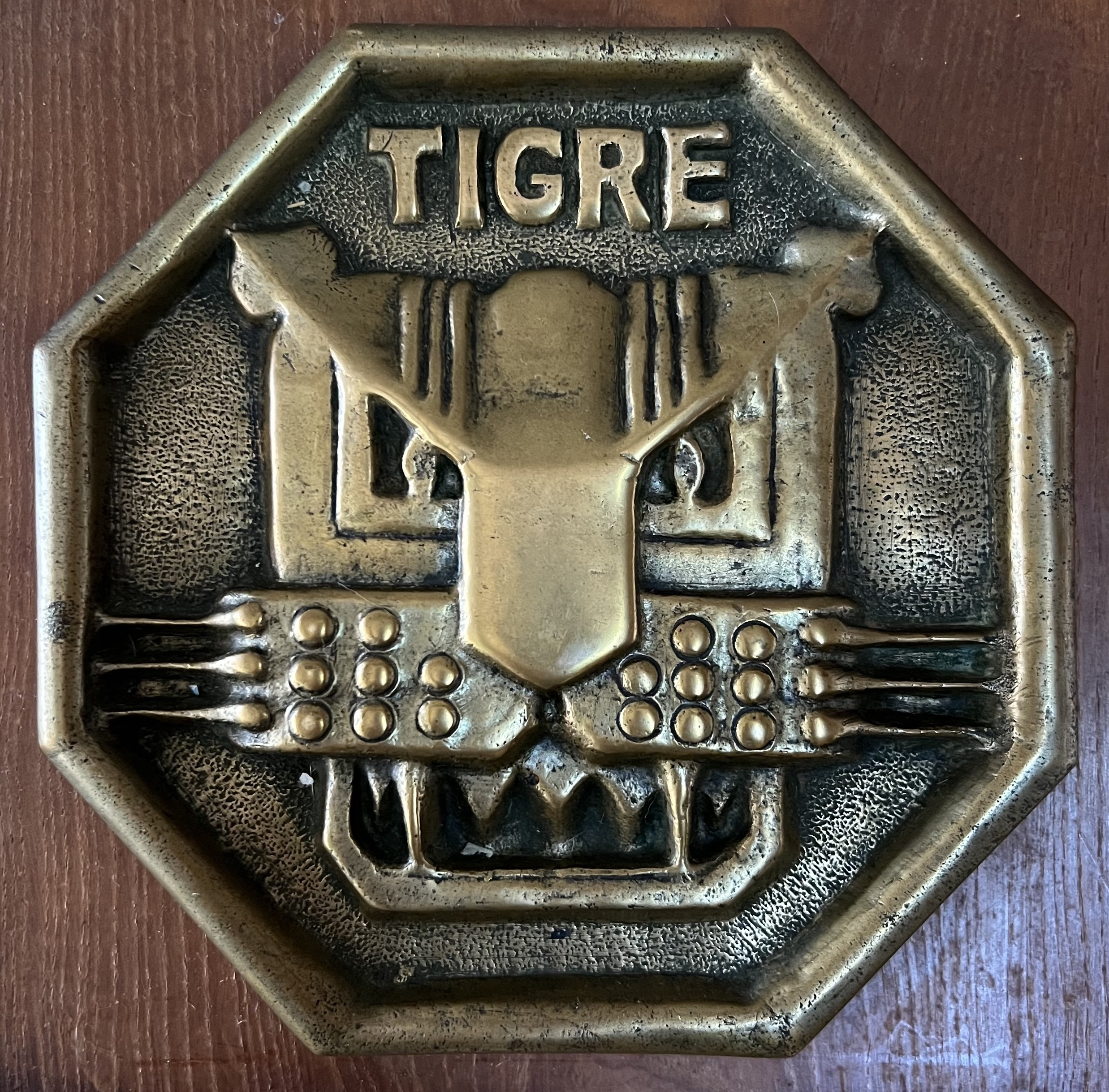
Tape de bouche de canon de 130 mm, offerte au Maître Buquet en 1948. Bronze de Mohon.

Son armement secondaire se compose de deux canons de 75 mm modèle 1924 (installés sur chaque bord entre l'affût lance-torpilles arrière et l'affût III de 130 mm). Ce canon de 50 calibres tire des obus de 6 kilos à 15 000 mètres avec un plafond de 7 500 mètres à raison de 8 à 15 coups par minute. L'affût simple permet au canon de pointer en site de -10° à +90° et en azimut sur 150° de chaque côté. Mais peu efficaces faute d'une conduite de tir déficiente, ils sont débarqués en 1933/34. Il est équipé également de quatre mitrailleuses de 8 mm en deux affûts doubles, de 8 mitrailleuses Hotchkiss de 13,2 mm modèle 1929 en quatre affûts doubles remplaçant les canons de 75 mm. La mitrailleuse de 13,2 mm dispose d'un canon de 76 calibres ayant une portée maximale de 3 500 mètres, une cadence de tir pratique de 250 coups par minute (lié au système d'alimentation, des boîtiers chargeurs de 30 cartouches). À noter qu'en 1939, on envisagea de transformer ces contre-torpilleurs en escorteurs antiaériens avec le remplacement de leurs canons de 130 mm par deux affûts doubles de 100 mm modèle 1931, mais la production insuffisante de ce matériel et les événements de juin 1940 firent annuler ce projet. Ce n'était pas le premier changement d'armement envisagé, au milieu des années 1920, les canons de 130 mm auraient pu être remplacés par des canons de 138 mm modèle 1925 équipant les Guépard.
Deux plates-formes triples lance-torpilles Schneider modèle 1920 T sont installés axialement (la n° 1 entre les cheminées 2 et 3 et la n° 2 entre le rouf supportant la pièce III et le rouf supportant la pièce IV) pour des torpilles modèle 1923 DT, pesant 2 068 kg avec une charge militaire de 310 kg. Mesurant 8,280 mètres de long, elles peuvent atteindre des cibles entre 9 000 mètres à 39 nœuds et 13 000 mètres à 35 nœuds. Il est équipé de quatre lanceurs, deux grenadeurs de sillage (rampes) pour six grenades « Guilbaud » de 200 kg (poids de la charge militaire, le poids le global étant de 253 kg) et quatre mortiers « Thornycroft » modèle 1918 pour les grenades « Guilbaud » de 100 kg (poids réel 130,4 kg). L’approvisionnement global en 1934 est de vingt grenades de 200 kg et de douze de 100 kg. Il était également possible d'embarquer des grenades de 52 kg à mouillage manuel et deux torpilles remorquées « Ginocchio ».

### Modifications
Le 27 novembre 1942, quand eut lieu le sabordage de la flotte à Toulon, le Tigre est en « gardiennage d'armistice », sans équipage. Les Italiens le récupèrent intact et le nomment FR 23. Ils modifient son artillerie et embarque alors un canon de 37 mm allemand et de sept canons de 20 mm (quatre allemands et trois italiens). En mars 1944 le Tigre est récupéré par la marine nationale. Il dispose de six canons Oerlikon de 20 mm mais ne reçoit pas les deux canons de 40 mm en affûts simples envisagés. En mars 1945, le contre-torpilleur dispose de deux canons de 40 mm en affût double (à l'emplacement occupé jadis par la pièces III de 130 mm) et de dix canons de 20 mm. Il reçoit également deux grenadeurs de sillage anglais à plat pont et quatre mortiers « Thornycroft » en remplacement du matériel français pour un stock global de 48 grenades anglaises et de 12 grenades françaises. Sa plateforme triple avant de tubes lance-torpilles débarquée par les Italiens en 1943 et la place occupée par la plate-forme arrière est déplacée en 1945 pour des questions de stabilité.

## Historique

### Entre-deux-guerres
Du 30 mai au 4 juin 1927, le Tigre fait escale à Portsmouth lors de la visite en Angleterre du Président de la république Doumergue en compagnie de ses sister-ships Chacal et Jaguar, du torpilleur d'escadre Bourrasque et des croiseurs légers Duguay Trouin et Lamotte-Picquet. Le 25 avril 1927, le Président de la république, Gaston Doumergue passe en revue la première escadre en rade de l'Estaque à Marseille. Accompagnés par l'Ouragan, les torpilleurs Bourrasque et Orage escortent le président Doumergue lors de sa visite en Angleterre du 30 mai au 4 juin, faisant escale à Portsmouth en compagnie des croiseurs Lamotte-Picquet et Duguay Trouin et des contre-torpilleurs Jaguar, Tigre et Chacal avant de rentrer en Méditerranée. En janvier 1928, il forme au sein de la 1re escadre en Méditerranée, la 5e division légère gère (5e DL) ses sister-ships Panthère et Chacal. Il est à Rouen en juillet 1928 à l'occasion de la visite du Président Paul Doumergue.
Le Tigre et le Chacal accompagnent le croiseur léger Primauguet en Afrique-Occidentale française entre le 13 janvier et le 10 avril 1931. À partir du 1er mai 1932, il est en partie chargé de l'EALM (École d'Application du Lancement à la Mer), étant successivement intégré à la 9e DL en 1932/33 puis à la 11e DL de 1934 à 1936, avant d'être rattaché à la fin de 1938 à la 4e DCT en compagnie de ses sister-ships Lynx et Panthère. Cette division devait être affectée dans l'Atlantique mais en raison de la guerre d'Espagne, elle reste en Méditerranée où elle intègre le Dispositif Spécial en Méditerranée (DSM), destiné à protéger la navigation commerciale des interférences du conflit.
Entre-temps, ses canons de 75 mm sont remplacés par quatre affûts doubles de 13,2 millimètres antiaériens.

### Seconde Guerre mondiale
Lorsque la guerre éclate en septembre 1939, la 4e DCT est envoyée dans l'Atlantique afin d'assurer des missions d'escorte entre Brest et Gibraltar, six convois étant protégés jusqu'en avril 1940. La 4e DCT amputée de la Panthère intègre la force X destinée à contrer les opérations de la marine italienne en Méditerranée orientale puis la Force de Raid à partir du mois de mai, force qui est déployée en Méditerranée occidentale en vue d'une probable entrée en guerre de l'Italie. L'organisation tactique choisie voit les deux contre-torpilleurs de cette division intégrer le Groupe Provence en compagnie des cuirassés Provence et Bretagne.
La Force de Raid est immobilisée à Mers el-Kebir par l'Armistice qui entre en vigueur le 25 juin, lui laissant un avenir incertain. Le 3 juillet 1940, les britanniques déclenchent l'opération Catapult qui voit la force H tenter de neutraliser les navires français afin de ne pas les voir tomber dans les mains des allemands ou italiens. Si le cuirassé Bretagne est coulé, son sister-ship la Provence est gravement endommagé et le croiseur de bataille Dunkerque sérieusement endommagé, le Strasbourg parvint à appareiller en compagnie notamment des contre-torpilleurs Lynx et Tigre, échappant au Hood et rentrant à Toulon le lendemain. La 4e DCT est dissoute en octobre 1940 et les trois contre-torpilleurs qui la composait à l'automne 1939 sont placés en gardiennage d'armistice.
En novembre 1940, le navire est équipé d'un asdic britannique de type 123 ; de plus, deux lanceurs de charge de profondeurs sont réinstallés, le canon n ° 3 est retiré et son arrimage de profondeur est assuré par une vingtaine de lests, douze de 200 kg et huit de 100 kg dans le but de retrouver sa stabilité.
Le 27 novembre 1942, le Tigre était désarmé, en « gardiennage d'armistice », sans équipage à bord et accosté aux appontements de Milhaud (nom de la partie occidentale de la base navale de Toulon). Non sabordé, il est récupéré par les Italiens et redésigné FR 23. Remorqué en mars 1943 à La Spezia, il doit être transformé en transport rapide pour relier l'Italie et la Tunisie ; mais quand l'Italie signe l'armistice, le navire est à Tarente sans avoir participé à cette mission à présent devenue sans objet, avec la capitulation de l'Afrikakorps en Tunisie le 12 mai 1943. Restitué à la France à Bizerte en octobre 1943, il est en mauvais état et doit gagner Casablanca où il est en travaux de janvier à mars 1944, date à laquelle il reprend enfin le combat, effectuant des escortes de convois entre l'Afrique du Nord et la Corse. Il est indisponible à la suite d'une modernisation de la mi-août 1944 à fin mars 1945, perdant sa chaufferie et sa cheminée avant, recevant une DCA et une détection moderne. De nouveau disponible, il intègre la Flank Force, le groupement occasionnel chargé d'appuyer la progression des troupes alliées en Italie du Nord et de nettoyer le golfe de Gênes de la poussière navale allemande et italienne (République de Salo).

### Fin de service
La guerre terminée, il mène diverses opérations commandées par le capitaine de corvette Gabriel Castelli. De servitude et de soutien au profit des écoles mais sa carrière est déjà derrière lui. Mis en réserve spéciale A à Saint-Mandrier-sur-Mer le 10 juillet 1948, il est condamné le 4 janvier 1954 avant d'être vendu à la démolition en février 1955 et promptement démantelé.